# Dicamptodon tenebrosus
Espèce
Synonymes
- Amblystoma tenebrosum Baird & Girard, 1852

Statut de conservation UICN

 LC  : Préoccupation mineure
Dicamptodon tenebrosus, la Grande Salamandre du Nord, est une espèce d'urodèles de la famille des Ambystomatidae.

## Répartition
Cette espèce se rencontre au Nord-Ouest Pacifique :
- aux États-Unis dans les États de Washington, de l'Oregon et dans le nord de la Californie ;
- au Canada dans le sud-ouest de la Colombie-Britannique.

## Description

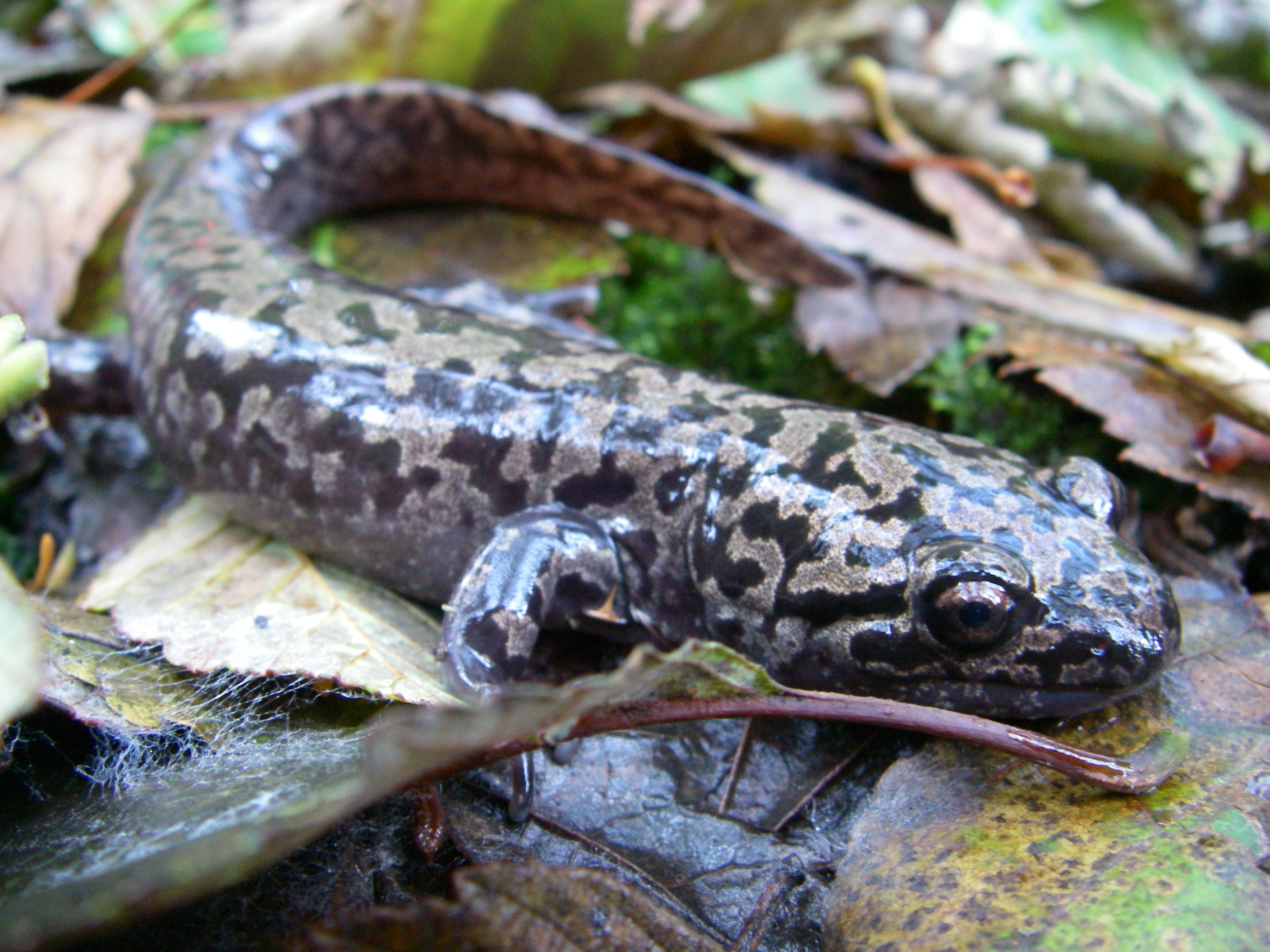
Ambystoma tenebrosus

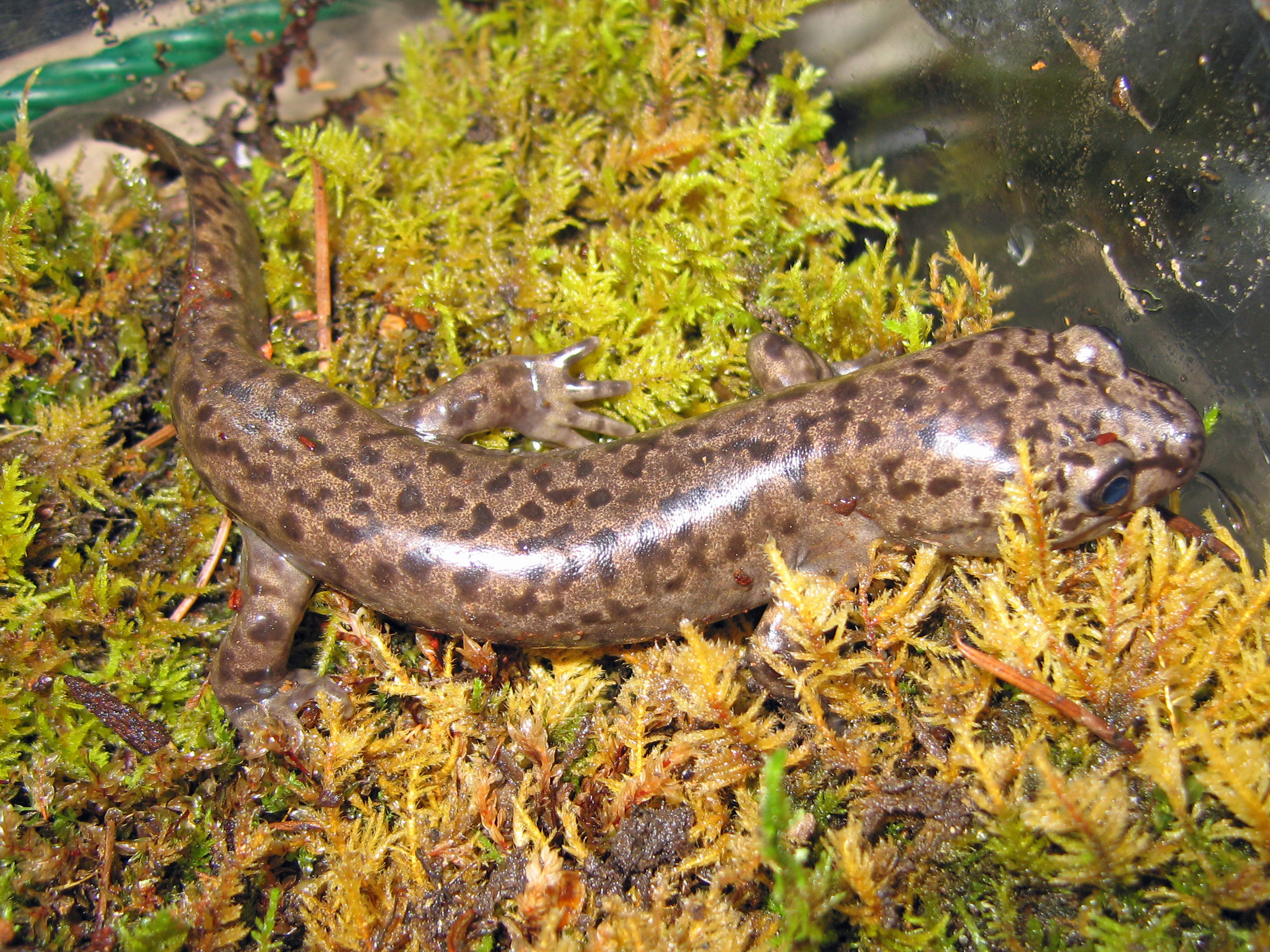
Ambystoma tenebrosus

Dicamptodon tenebrosus peut atteindre une taille de 30 cm à l'âge adulte.

## Publication originale
- Baird & Girard, 1852 : Descriptions of new species of reptiles, collected by the U.S. Exploring Expedition under the command of Capt. Charles Wilkes, U.S.N. First part — Including the species from the western coast of America. Proceedings of the Academy of Natural Sciences of Philadelphia, vol. 6, p. 174-177 (texte intégral).